# North (álbum)
North es el cuarto disco de la banda estadounidense Matchbox Twenty la cual lleva como sello de Atlantic Records, y fue lanzado a la venta el 4 de septiembre de 2012.

## Historia
La banda entró al estudio de grabación en el 2011, después de un receso largo, se volvieron a reunir en el 2010, encuentro que fructificó el inicio de lo que sería North. A inicios del 2012 la banda le da el nombre a su álbum y comenta el nombre de lo que sería el primer sencillo de su cuarto disco She's So Mean, y anunciaron la fecha de lanzamiento del disco, el cual sería, el 4 de septiembre del mismo año.

## Lista de canciones
| N.º | Título                  | Escritor(es)                     | Duración |  |
| 1.  | «Parade»                | Rob Thomas                       | 4:09     |  |
| 2.  | «She's So Mean»         | Thomas, Kyle Cook, Paul Doucette | 3:50     |  |
| 3.  | «Overjoyed»             | Thomas, Cook, Doucette           | 3:07     |  |
| 4.  | «Put Your Hands Up»     | Thomas                           | 2:52     |  |
| 5.  | «Our Song»              | Thomas                           | 3:01     |  |
| 6.  | «I Will»                | Thomas, Cook, Doucette           | 4:03     |  |
| 7.  | «English Town»          | Doucette                         | 4:37     |  |
| 8.  | «How Long»              | Cook                             | 2:44     |  |
| 9.  | «Radio»                 | Thomas, Doucette                 | 3:02     |  |
| 10. | «The Way»               | Cook, Doucette                   | 3:17     |  |
| 11. | «Like Sugar»            | Thomas                           | 3:46     |  |
| 12. | «Sleeping at the Wheel» | Thomas                           | 3:50     |  |

Target exclusive bonus tracks
| Target exclusive bonus tracks |                          |                        |          |  |
| N.º                           | Título                   | Escritor(es)           | Duración |  |
| 13.                           | «Waiting on a Train»     | Thomas                 | 2:59     |  |
| 14.                           | «I Don't Wanna Be Loved» | Thomas, Cook, Doucette | 3:34     |  |

Deluxe Edition
| Deluxe edition |                           |                        |          |  |
| N.º            | Título                    | Escritor(es)           | Duración |  |
| 13.            | «I Believe in Everything» | Thomas, Doucette, Cook | 3:39     |  |
| 14.            | «Straight for This Life»  | Thomas, Doucette, Cook | 3:16     |  |
| 15.            | «Waiting on a Train»      | Thomas                 | 2:59     |  |

Japanese Bonus Track
| Japanese version bonus tracks |                           |          |  |
| N.º                           | Título                    | Duración |  |
| 13.                           | «I Believe in Everything» | 3:39     |  |
| 14.                           | «Straight for This Life»  | 3:16     |  |
| 15.                           | «Help Me Through This»    | 2:59     |  |
| 16.                           | «I Don't Wanna Be Loved»  | 3:34     |  |

## Posicionamiento en lista
| Lista (2012)                    | Posiciones |
| ------------------------------- | ---------- |
| Australian Albums Chart         | 1          |
| Austrian Albums Chart           | 9          |
| Belgian Albums (Flanders) Chart | 159        |
| Canadian Albums Chart           | 2          |
| Dutch Albums Chart              | 45         |
| German Albums Chart             | 13         |
| Irish Albums Chart              | 19         |
| Japanese Albums Chart           | 156        |
| New Zealand Albums Chart        | 6          |
| Scottish Albums Chart           | 11         |
| Spanish Albums Chart            | 61         |
| Swiss Albums Chart              | 25         |
| UK Albums Chart                 | 14         |
| US Billboard 200                | 1          |